# 가지산 (경상도)
가지산(迦智山)은 대한민국 울산광역시 울주군과 경상남도 밀양시, 경상북도 청도군의 경계에 있는 낙동정맥의 산이다. 1979년 11월 5일에 도립공원으로 지정되었다.
동쪽 산기슭에는 신라 헌덕왕 16년에 도의국사가 창건했다는 석남사가 자리잡고 있다. 보물 369호 도의국사의 부도와 3층 대석탑 등 유물이 보존되어 있다.

## 등산길
- 석남사 주차장 - 석남고개 - 가지산정상 - 쌀바위 - 석남사 - 주차장
- 운문사 종점 - [운문사] - 운문북릉 - [운문산] - 아랫재 - 1080봉 - 가지산 - 석남고개
- 석남사주차장 - 쌀바위- 가지산 - 아래재 - 운문산- 범봉- 억산 - 귀천봉 -대비사 - 명태재 - 운문사 주차장
- 남명리 - 아랫재 - 운문산 - 상운암 - 석골사

## 같이 보기
- 한국의 산
- 석남사